# Jewry Wall

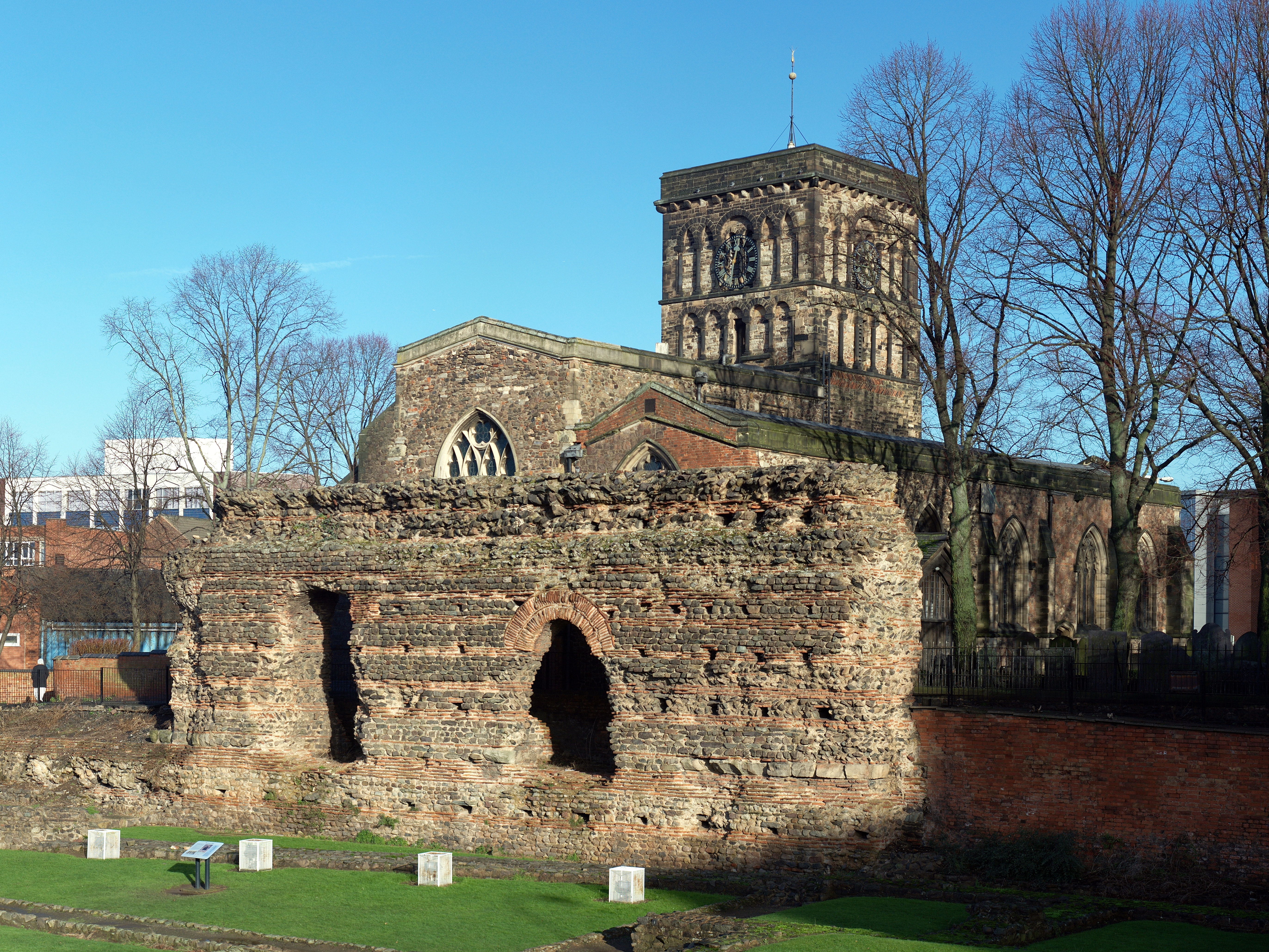
Jewry Wall s kostelem sv. Mikuláše v pozadí

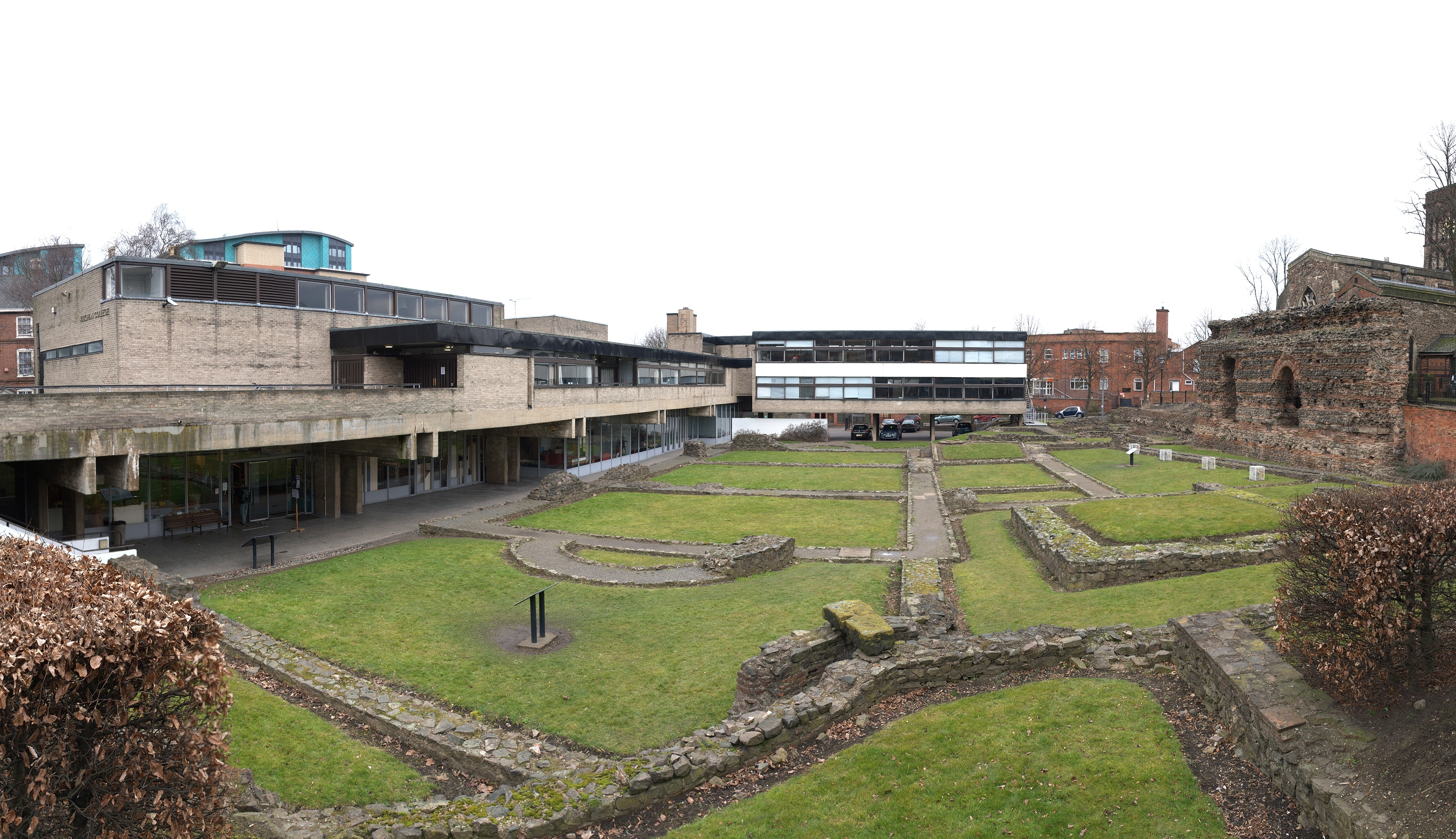
Základy římských lázní. Jewry Wall je vidět na fotografii zcela vpravo; vlevo se nachází Jewry Wall Museum.

Jewry Wall je mohutný pozůstatek římské zdi se dvěma velkými oblouky, která pochází z 2. století našeho letopočtu. Nachází se na 52°38′5,71″ severní šířky a 1°8′29,13″ západní délky, v anglickém městě Leicesteru, vedle kostela sv. Mikuláše. Tvořila západní stěnu veřejné budovy v Ratae Corieltauvorum (v římském Leicesteru). Na stejném místě lze spatřit veřejné lázně, jejichž základy byly vykopány ve třicátých letech 20. století. Jméno zdi nese sousední muzeum (Jewry Wall Museum).

## Původ názvu
O původu pojmenování zdi (první záznam o její existenci pochází z roku 1665) se dosud diskutuje. Pravděpodobně se nevztahuje k středověké židovské komunitě v Leicesteru, která nikdy nebyla nijak zvlášť početná; židé navíc museli v roce 1231 na rozkaz Simona de Montfort město opustit. Jedna dosti rozšířená teorie zastává názor, že název nějak souvisí se dvaceti čtyřmi "juraty" ("muži, kteří složili přísahu") z doby raně středověkého Leicesteru, kteří se scházeli coby "porota" na městském hřbitově, snad právě u sv. Mikuláše. Pravděpodobnější ale zřejmě je, že jméno vzešlo z názoru tradovaného mezi lidmi, který tajemné ruiny neznámého původu připsal Židům. Podobně nazvaná místa se nalézají na mnoha dalších místech v Anglii i v jiných částech Evropy.

## Popis
Jewry Wall je jednou z největších dosud stojících římských zdí v Británii. Žádná jiná se z římského města Ratae Corieltavorum nezachovala. Údaje o době, kdy byla postavena, se liší. Někteří soudí, že pochází z doby přibližně 125–130 n. l., takže tam stojí už téměř 2000 let. Jiní kladou počátek její stavby do doby okolo roku 160.
Měří 23 metrů na délku, 8 metrů na výšku a její tloušťka dosahuje 2,5 metru. Patří k největším zachovalým dokladům civilní římské architektury v Británii, je tudíž srovnatelná s Old Work ve Wroxeteru. Skládá se střídavě z pruhů římských cihel a místního kamene: ze žuly, vápence a pískovce. Na stavbu ho bylo použito šest druhů.

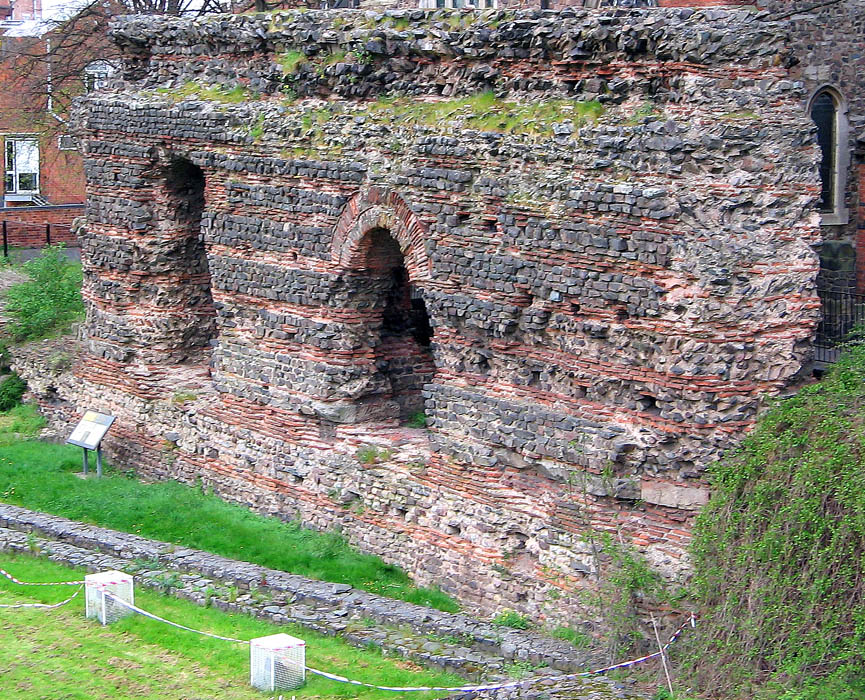
Jewry Wall zblízka

Ve střední části zdi se klenou dva velké oblouky, zhruba 3 metry široké a 4 metry vysoké; další klenuté výklenky se zachovaly na východní straně. Slepé oblouky a výklenky u dveří zřejmě měly budovu zdobit, mimo jiné i tím, že v nich mohly v nich být sochy. S velkou pravděpodobností tam stála socha Fortuny, kterou s lázněmi Římané tradičně spojovali.
Zeď leží v bezprostřední blízkosti kostela sv. Mikuláše. Ten byl v pozdní době anglosaské a raném středověku postaven z velké části z cihel a kamene, které pocházely z této starší římské stavby. Právě díky tomu, že se zeď stala západní zdí původního anglosaského kostela sv. Mikuláše, se v tomto stavu zachovala.
Co zbylo z římských městských lázní, které leží bezprostředně u stěny směrem na západ ode zdi, odhalily vykopávky, jež během čtyř sezon (od roku 1936 do roku 1939) provedla Kathleen Kenyonová.

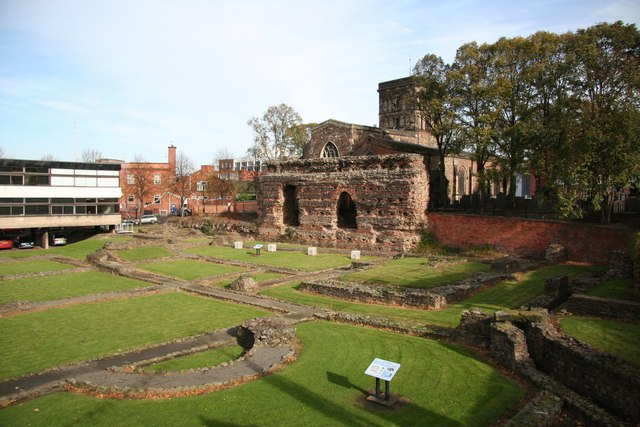
Římské lázně

Zeď a některé ze základů lázní jsou přístupné veřejnosti. Hned vedle nich postavili v 60. letech 20. století budovu muzea zvaného Jewry Wall Museum. Ta přímo stojí na pozůstatcích lázní, k nimž patřily i tři pece. Muzeum má ve sbírce vynikající příklady římských mozaik, maleb na omítkách a dalších artefaktů z doby římské a železné, které pocházejí z lokalit v okolí Leicesteru. 
V roce 1920 se zeď se jménem Jewry Wall stala chráněnou památkou, nyní je v péči organizace English Heritage.  Samotná zeď je památkou 1. stupně; její okolí, včetně sousedních zbytků lázní a kostela sv. Mikuláše, je rovněž chráněno před změnami, které by neschválili památkáři.

## Funkce a kontext
Zeď pravděpodobně tvořila západní (delší) stranu velké obdélníkové stavby tvaru baziliky. Nicméně přesná povaha a funkce této budovy zůstává předmětem mnoha debat. V 18. století a počátkem století 19. bývala často považována za část římského (případně britského) chrámu, snad zasvěceného bohu Ianovi. Zřícenina bývala také pokládána za "součást lázní". Po většinu 19. století převládal názor, že šlo o městskou bránu, a to navzdory skutečnosti, že nic takového nenaznačují ani vlastnosti zdi samotné, ani její umístění: přesto se tato interpretace ještě v roce 1907 objevila v publikaci Victoria County History. Na počátku 20. století převážil názor, že zřícenina tvořila součást městské baziliky.
Když Kathleen Kenyonová tam koncem třicátých let vykopávky zahájila, zpočátku předpokládala, že jde o městské fórum (jehož součástí by bazilika byla). Přestože názor pozměnila poté, co odkryla pozůstatky lázní, dál se domnívala, že tuto oblast původně vytyčili jako fórum, na němž Jewry Wall tvořila západní stěnu baziliky, a že v druhé fázi výstavby, přibližně po dvaceti letech, byl účel lokality změněn na veřejné lázně.I této hypotézy se později musela vzdát, když při řadě vykopávek prováděných mezi lety 1961 a 1972 byly nesporné pozůstatky fóra objeveny o jeden blok dále na východ (Insula XXII). Jewry Wall je od té doby pokládána za stěnu palaestry v komplexu lázní; právě toto vysvětlení většinou uvádějí oficiální popisky na chráněných památkách a objevuje se v materiálech o dané lokalitě. Palaestra v původní podobě měřila 50 metrů na délku a 25 metrů na šířku a podél dvou stran ji zdobily sloupy. English Heritage zastává názor, že zeď tvořila vstup do veřejných lázní.
Kolem této památky přetrvává celá řada nezodpovězených otázek a problém s názvem nebyl zcela dořešen.

## Muzeum

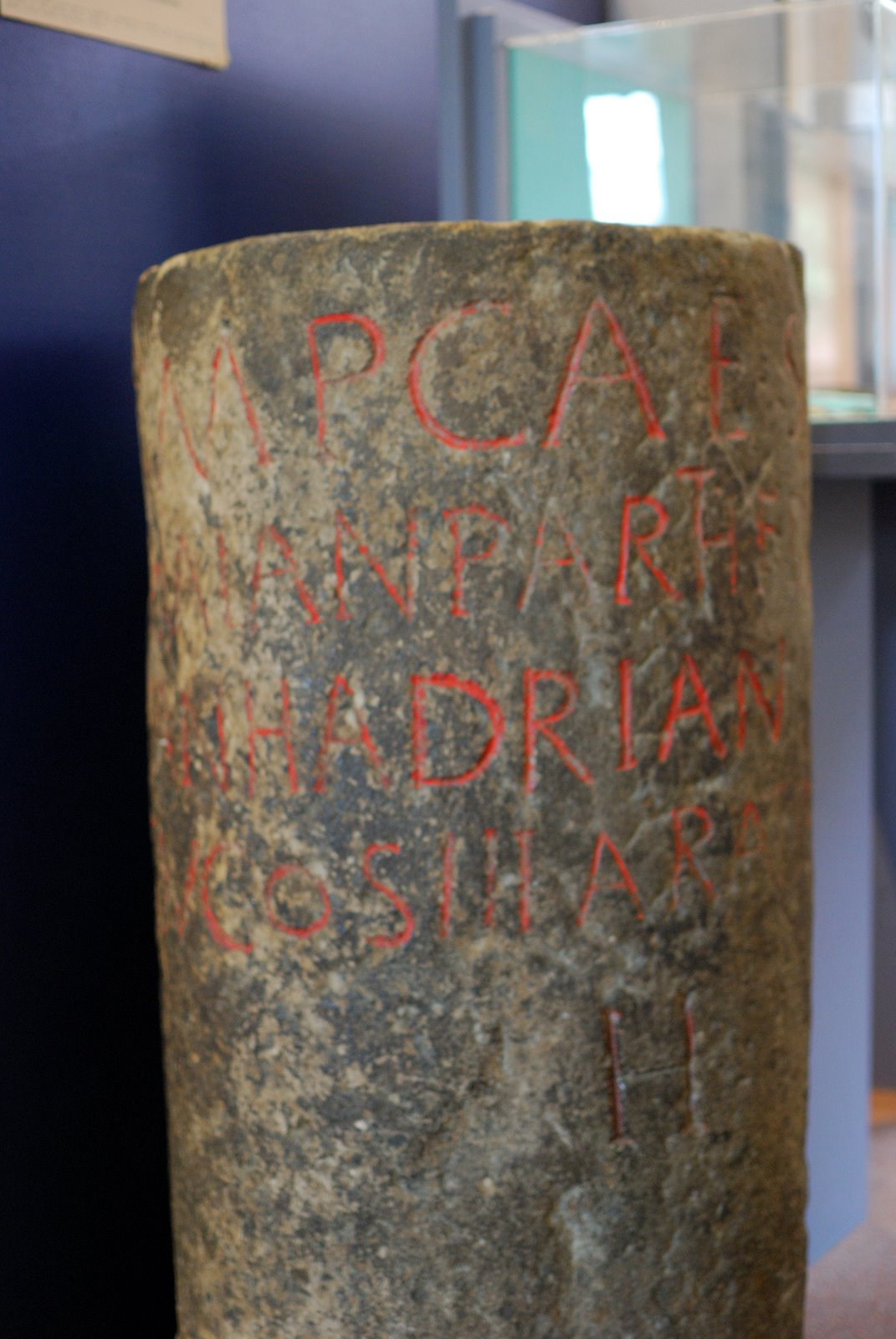
Římský sloup v Jewry Wall Museum; nápis se jménem císaře Hadriána

Jewry Wall Museum hledí přímo na pozůstatky Jewry Wall. Vystavují se v něm artefakty z doby železné, římské a středověkého Leicesteru. I sama jeho budova je státem chráněna, zařazena do třídy II a spadá pod Vaughan College, k němuž patří Institut pro celoživotní vzdělávání na Leicesterské univerzitě. Muzeum spravuje městská rada Leicesteru. Vstup je zdarma.
V roce 2004 přišel v rámci úsporných opatření ze strany městské rady v Leicesteru návrh na omezení jeho otevírací doby. V reakci na něj vznikla zájmová skupina zvaná "Friends of Jewry Wall", která od té doby muzeum aktivně propaguje. Městská rada přesto zkrátila otevírací dobu muzea, aby ušetřila, a muzeum je v zimě několik měsíců zavřeno. Radní John Mugglestone tehdy toto rozhodnutí zdůvodnil takto: "V muzeu máme více kurátorů než návštěvníků."
Muzeum sídlí na adrese St Nicholas Circle, Leicester, Leicestershire, LE1 4LB.